# Phaulopsis micrantha
Phaulopsis micrantha là một loài thực vật có hoa trong họ Ô rô. Loài này được (Benth.) C.B.Clarke miêu tả khoa học đầu tiên năm 1899.